# Старт (мікроавтобус)
«Старт» — радянський мікроавтобус, що випускався у 1964—1970 рр.

## Розробка та виробництво
Автомобіль був розроблений та виготовлений у 1963 році Сєвєродонецькою авторемонтною базою та Об'єднанням «Склопластик» з використанням складових від ГАЗ-21. Кузов, що встановлювався на шасі, мав обшивку зі склопластика, яка виготовлялася вручну контактним формуванням, після чого в неї вклеювались дерев'яні підсилювачі боковин, даху, отворів для вікон та дверей. В результаті виходила досить міцна, хоча і недовговічна конструкція.
Одним з методів випробувань «Старту» було скидування його з 12-метрової висоти — наступний огляд показав відсутність серйозних вм'ятин або тріщин.
Всього було виготовлено близько 150 машин (точна кількість невідома), з них 5 — експериментальні зразки. Близько 20 машин були виготовлені Луганським автоскладальним заводом.
Зовнішній вигляд автомобіля розробляв художник-конструктор Юрій Іванович Андрос.
Усередині салону першого екземпляра «Старту» було розміщено три сидіння-дивана (два уздовж кузова, одне поперечне в кінці салону), невеликі шафки для посуду, капот двигуна використовувався як столик, а в багажнику був змонтований похідний умивальник.
Згодом з'ясувалася що висока міцність і відсутність теплового розширення склопластикових матеріалів має зворотну сторону: при тривалій експлуатації, особливо при низьких температурах, відбувається виникнення статичної механічної напруги через відмінності в характеристиках розширення у сучасних конструкційних матеріалів і дерев'яного каркаса, при цьому через усадки смоли кузов сильно деформувався.
Роботи з випуску мікроавтобуса не мали належної офіційної підтримки, тому, коли багато хто з ініціаторів пішов з заводу, продовжити роботи стало нікому.
Крім мікроавтобуса в Сєвєродонецьку змогли розробити також великий склопластиковий седан «Зоря», також на базі ГАЗ-21. Існувало дві машини — з двома та з чотирма дверцятами, але відомі фотографії лише варіанта з двома дверцятами.
Мікроавтобус пізніше намагалися випускати під маркою ЛАСЗ на Луганському автоскладальному заводі. Оскільки старе оснащення не збереглося, луганська машина дещо відрізнялася від сєверодонецького «Старту»: середня стійка кузова мала не трикутну форму, а була тонкою похилою. Підвіска була перероблена — в ній використовувалися вузли від більш важкого ЗіМа, в результаті чого рух став більш плавним. Напису «Старт» ні на капоті, ні на радіаторній решітці не було. Замість неї автобус ніс емблему Луганського автоскладального заводу. Всього було випущено близько 20 екземплярів.
Ще близько 10 мікроавтобусів під маркою «Донбас» були виготовлені на автобазі тресту «Головдонбасбуд» у Донецьку.

## Експлуатація
САРБ виробляла «Старт» до 1967 року, після чого до 1970 року його випускали дрібною серією (близько 10), а потім — на Луганському автоскладальному заводі. У Сєвєродонецьку такі машини працювали як «маршрутки» з 1968 по 1976 рік; всього на трьох маршрутах працювало близько 10 таких машин, вони були білі з блакитною спідницею і знаком таксі. У період відпусток мікроавтобуси працювали на міжміських маршрутах перевозячи працівників «Азоту» на турбази Криму та Азовського моря. У місцевому відділенні міліції в ДАІ був мікроавтобус «Старт», який пропрацював до початку 1980-х років. Довгожителем був «Старт» чорного кольору, який значився на балансі місцевого Палацу культури хіміків. Були спроби створити на базі «Старту» машину швидкої допомоги. У 1968 році був розроблений ескіз і макет цього мікроавтобуса, але в 1970 році місто відмовилося від цієї машини, а САРБ було доручено провести ремонт з заміною агрегатів і медобладнання на машинах ГАЗ-22Б. Всі агрегати, призначені для останніх «Стартів», були пущені на ремонт цих машин. Виробництво згорнули через відсутність великих замовлень. В результаті машина не пішла в серію, а окремий цех, який був наданий для виробництва мікроавтобусів «Старт», не міг довго простоювати в очікуванні серії замовлень.
У 1960-х — початку 1970-х років кілька «Стартів» використовувалися в Москві і Дніпропетровську як маршрутні таксі.
Один екземпляр мікроавтобуса, будучи подарованим Петру Шелесту, першому секретареві ЦК КП України, був оснащений автономною системою спецзв'язку КДБ, вмонтованою в дах кузова.
У 1964 році один з мікроавтобусів «Старт» був відправлений в «Лісхімбуд», де був обладнаний радіостанцією РРС-1М, радіостанцією АРС-1М, гучномовцями та ін. Вся ця радіотехніка живилася від акумуляторних батарей. Крім того, в мікроавтобусі було обладнано місце під міні-холодильник, що працює на сухому льоді.

## У кінематографі
Мікроавтобус «Старт» був використаний на зйомках завершальної стадії фільму «Кавказька полонянка, або Нові пригоди Шурика» 1966 року. Також «Старт» з'являється у фільмі «Останній шахрай», також 1966 року.